# Sanjay Mishra
Pour les articles homonymes, voir Mishra.
Sanjay Mishra, né le 6 octobre 1963 à Patna (Bihar), en  Inde, est un acteur indien actif dans le cinéma hindi.

## Biographie
Formation : National School of Drama à  New Delhi

## Filmographie partielle

### Au cinéma
- 1995 : Oh Darling Yeh Hai India
- 1996 : Bandish
- 1996 : Rajkumar
- 1998 : Satya : Vitthal Manjrekar
- 1998 : De tout cœur (Dil Se..)
- 1998 : Wajood : Kanchan (camera operator)
- 1999 : Kabhi Paas Kabhi Fail
- 2000 : Jwalamukhi
- 2000 : Jung
- 2001 : Bhagawat Ek Jung
- 2001 : Albela
- 2002 : Junoon
- 2002 : Chhal : Raja
- 2002 : Saathiya : Brij
- 2003 : Zameen
- 2004 : Plan : Giggi
- 2004 : Charas: A Joint Effort : Blind man
- 2005 : Tango Charlie : Tarun's Friend
- 2005 : Bunty Aur Babli : Q. Q. Qureshi
- 2005 : Bluffmaster! : Jassi
- 2006 : Tom, Dick, and Harry
- 2006 : Pyare Mohan
- 2006 : Golmaal: Fun Unlimited : Babli
- 2006 : Apna Sapna Money Money : The real Sarju Maharaj Banerswala
- 2007 : Guru
- 2007 : Anwar
- 2007 : Journey Bombay to Goa: Laughter Unlimited : Bengali Sardar
- 2007 : Dhamaal : Baabu Bhai
- 2007 : Welcome : Pandit
- 2008 : Halla Bol
- 2008 : Rama Rama Kya Hai Dramaaa : Mishra
- 2008 : One Two Three : Pinto - Yadav's goon
- 2008 : Krazzy 4 : Traffic Inspector Dayanand Dubey
- 2008 : Tashan : Misir
- 2008 : God Tussi Great Ho : Murari - Peon at Channel One
- 2008 : C Kkompany : Yadav
- 2008 : Roadside Romeo : Chhainu (voix)
- 2008 : Golmaal Returns : Subodh Mehra
- 2009 : Jugaad : Bakshi Jugaad
- 2009 : Aloo Chaat : Chhadami
- 2009 : Ek: The Power of One : Advocate Parminder 'Pammi' Singh
- 2009 : Meri Padosan : Vijay 'Viju' Pundit
- 2009 : Thanks Maa : Yusuf Charsi
- 2009 : Sankat City : Lingam
- 2009 : Love Khichdi : Tambe
- 2009 : All the Best: Fun Begins : Raghuvandas 'Raghu' 'RGV' Goverdhandas Vakawale
- 2010 : Atithi Tum Kab Jaoge? : Watchman
- 2010 : Chase : Haricharan Dubey
- 2010 : The Camp : Boss
- 2010 : Hello Darling : Dead Body
- 2010 : Pappu Can't Dance Saala : Fast Food Vendor / owner
- 2010 : Phas Gaye Re Obama : Bhai Sahab
- 2010 : Golmaal 3 : Daaga
- 2010 : Mar Jawan Gur Khake : Mishra
- 2010 : Toonpur Ka Superrhero : Shyam
- 2011 : Satrangee Parachute : Daroga Pratap Singh
- 2011 : Utt Pataang : Bolu
- 2011 : Main Nagin Tu Nagina
- 2011 : Naughty @ 40 : Chatur Mama
- 2011 : Bin Bulaye Baraati : Hazari
- 2011 : Chala Mussaddi - Office Office : Shukla
- 2011 : Chatur Singh Two Star
- 2011 : Hum Tum Shabana : Munna Military
- 2011 : Be Careful : Ram Khilawan Tiwari / Lobo
- 2012 : Bumboo
- 2012 : Delhi Safari : Marela (voix)
- 2012 : Joker
- 2012 : Son of Sardaar
- 2012 : Khiladi 786 : Jeevanlal Pranlal D'costa
- 2013 : Saare Jahaan Se Mehnga...
- 2013 : Jolly LLB : Ram Gopal Varma
- 2013 : Ammaa Ki Boli : Rukmi
- 2013 : Phata Poster Nikhla Hero : Guruji
- 2013 : War Chod Na Yaar : Commander Khan
- 2013 : Boss : Trilok
- 2013 : Singh Saab The Great : Murli
- 2013 : Ankhon Dekhi : Bauji
- 2013 : Just U & Me
- 2014 : Bhoothnath Returns : Gabdi
- 2014 : Lucky Kabootar
- 2014 : Chal Bhaag : Tata Singh
- 2014 : Kick : Ram Avtaar Rathi (Senior Inspector)
- 2014 : Spark (en)
- 2014 : Gollu aur Pappu : Cameraman at Mall
- 2014 : Zed Plus : Hidayatulla - Head of an out-of-work Terrorist cell
- 2015 : Chal Guru Ho Jaa Shuru : Ungli baba
- 2015 : Dum Laga Ke Haisha : Chandrabhan Tiwari
- 2015 : Masaan : Vidyadhar Pathak
- 2015 : Uvaa : Vyakulji
- 2015 : Miss Tanakpur Haazir Ho : Pandit
- 2015 : Second Hand Husband : Lawyer Jagmohan
- 2015 : Thoda Lutf Thoda Ishq : Neta Ji
- 2015 : Kick 2
- 2015 : Baankey Ki Crazy Baraat
- 2015 : Meeruthiya Gangsters : Mama
- 2015 : Hogaya Dimaagh Ka Dahi : Ashique Ali Advocate
- 2015 : Monk : Pinto
- 2015 : Un trésor appelé Amour (Prem Ratan Dhan Payo) : Chaubey Ji
- 2015 : Dilwale : Oscar Bhai
- 2016 : brina : Khekram
- 2016 : Santa Banta Pvt Ltd : Akbar Allahbadi
- 2016 : Baaghi : Harry
- 2016 : Great Grand Masti : Antakshari Baba
- 2016 : Gandhigiri : Bakait Singh
- 2016 : Hume Toh Loot Liya
- 2016 : Yeh Hai Lollipop : Satyapal
- 2016 : Shor Se Shuruaat : Prisoner
- 2017 : Choron Ki Baraat : Bhaiya Ji
- 2017 : Laali Ki Shaadi Mein Laaddoo Deewana : Kabir
- 2017 : Muskurahatein : Dr. Yakoob Ansari

Prochainement (Dates sujettes à modification)
- 2017 : Chudala : Shaukat Ahmed
- 2017 : The Grief: Life After Loss : Haridas
- 2017 : Prakash Electronic
- 2017 : Shaadi Abhi Baaki Hai
- 2017 : Couching Tiger Mannu : Maini
- 2017 : Dna Mein Gandhiji : Sevamal Shastri
- 2017 : Rakkhosh : Kumarjohn
- 2017 : Anaarkali of Aarah : VC
- 2017 : Guest iin London
- 2017 : Mangal Ho
- 2017 : Exotic Bride
- 2017 : Jolly LLB 2 : Guruji
- 2017 : Baadshaho
- 2017 : Nine Hours in Mumbai : Bhola Bhai
- 2017 : Ayodhya Mein Lanka
- 2017 : Khallballi: Fun Unlimited
- 2017 : Saali Khushi

#### Comme compositeur
- 1997 : Port Djema